# Gerbécourt
Gerbécourt ist eine französische Gemeinde mit 80 Einwohnern (Stand 1. Januar 2022) im Département Moselle in der Region Grand Est (bis 2015 Lothringen). Sie gehört zum Arrondissement Sarrebourg-Château-Salins.

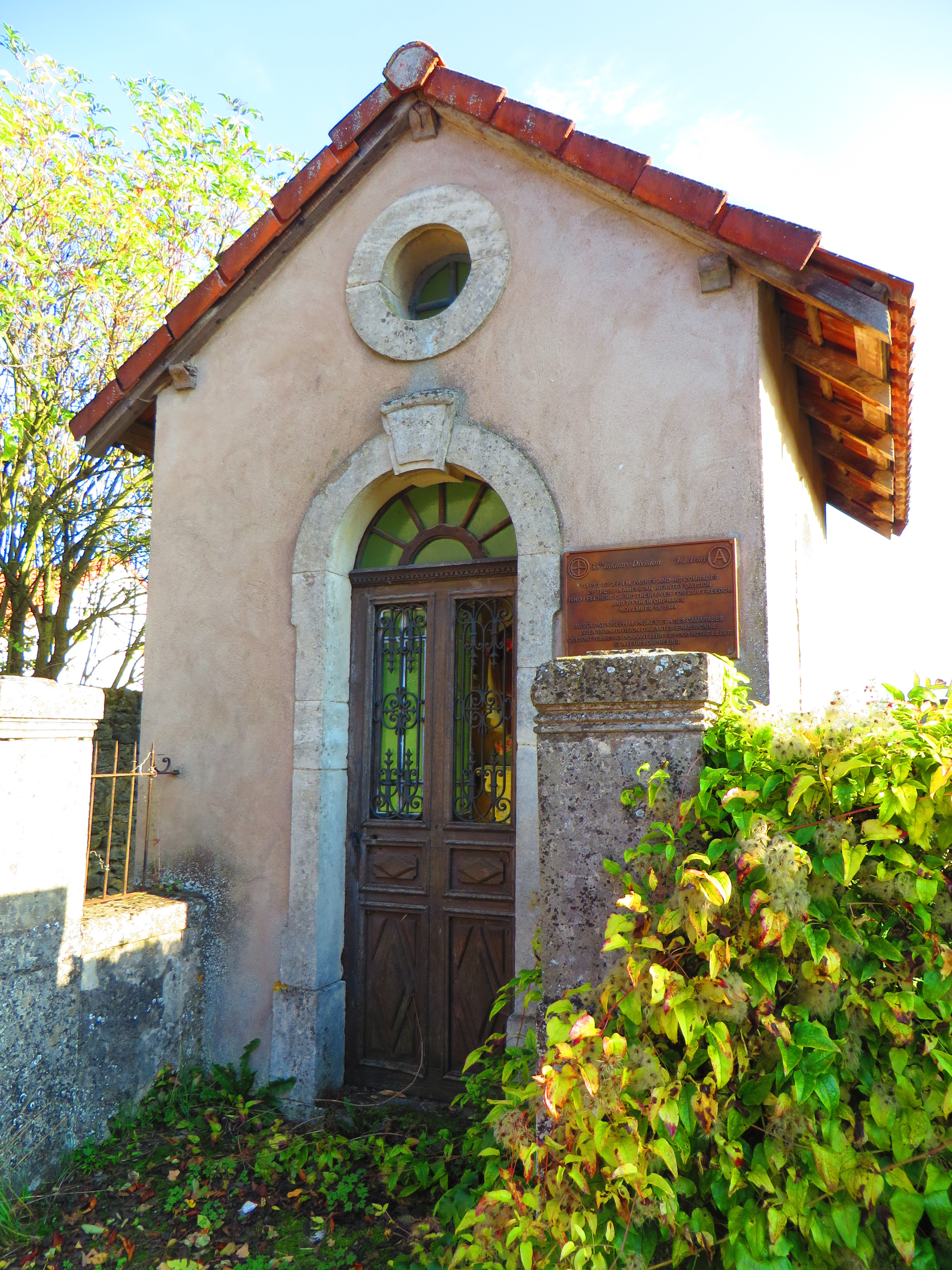
Kapelle mit einer Gedenktafel für US-amerikanische Soldaten des 35. Infanterieregiments der 3. Armee, die hier am 11. November 1944 gefallen waren

## Geographie
Die Gemeinde  liegt im Saulnois (Salzgau), vier Kilometer nördlich von Château-Salins auf einer Höhe zwischen 206 und 354 m über dem Meeresspiegel. Das Gemeindegebiet umfasst 3,01 km².

## Geschichte
Überlieferte Ortsbezeichnungen sind Villa Gerberticurtis in pago Salninse (922), Gerbrecourt (1469), Gencilcourt (1477), Gerbicuria (1490), Gevrecourt (1550), Gelbecourt (1594) und Gerbécourt-en-Saulnois (1779).
Das Dorf hatte dem Bistum Metz gehört und war vom Metzer Bischof 1604 zusammen mit dem Val de Vaxy an das Herzogtum Lothringen abgetreten worden. Auch die Abtei Gorze besaß hier Güter. Das Dorf wurde 1766 Frankreich einverleibt.
Durch den Frankfurter Frieden vom 10. Mai 1871 kam die Region an das deutsche Reichsland Elsaß-Lothringen, und das Dorf wurde dem Kreis Château-Salins im Bezirk Lothringen zugeordnet. Die Dorfbewohner betrieben Getreidebau und Viehzucht. Nach dem Ersten Weltkrieg musste die Region aufgrund der Bestimmungen des Versailler Vertrags 1919 an Frankreich abgetreten werden und wurde Teil des Département Moselle. Im Zweiten Weltkrieg war die Region von der deutschen Wehrmacht besetzt.
Der Ort  trug 1915–1919 bzw. 1940–1944 den eingedeutschten Namen Gerbertshofen.

### Bevölkerungsentwicklung
| Jahr      | 1962 | 1968 | 1975 | 1982 | 1990 | 1999 | 2007 | 2019 |
| Einwohner | 160  | 144  | 119  | 93   | 101  | 102  | 107  | 80   |